# Shock the Monkey
Shock the Monkey è un singolo del musicista britannico Peter Gabriel, pubblicato il 14 settembre 1982 come primo estratto dal quarto album in studio Peter Gabriel.

## Descrizione
Il brano parla di elettroshock e degli istinti animaleschi dell'uomo.. Peter Gabriel ha dichiarato che, sebbene il brano sia stato visto come una canzone animalista, in effetti si tratta di una canzone d'amore che descrive come la gelosia possa scatenare in una persona i suoi istinti più primordiali; la scimmia citata nel titolo rappresenta una metafora dei sentimenti di gelosia.

## Video musicale
Il videoclip ha per protagonisti Peter Gabriel e una scimmia cappuccina. Peter Gabriel compare vestito da uomo d'affari in vestito scuro e anche nei panni di un personaggio misterioso vestito di bianco e con il viso dipinto di bianco. L'azione avviene in due stanze, in apparenza uffici, sulle pareti dei quali vengono proiettate immagini di un gibbone in uno zoo. Man mano che il video procede, il Gabriel-uomo d'affari mostra sempre più segni di agitazione, rabbia e paura, mentre gli oggetti nel suo ufficio appaiono sempre più in disordine. Altre immagini proiettate mostrano Gabriel in bianco e nero che fugge da qualcosa in mezzo alla natura selvaggia, per poi apparire disorientato in scene urbane. Il video termina con i due Gabriel che si fondono, con il loro viso sovrapposto al muso del gibbone.

## Formazione
- Peter Gabriel – voce, sintetizzatori, programmazioni
- Larry Fast – sintetizzatori
- Jerry Marotta – batteria
- Tony Levin – basso
- David Rhodes – chitarra
- Peter Hammill – cori

## Tracce
- 1982 – Peter Gabriel, Shock the Monkey, 45gg, Charisma Charisma – SHOCK 1, Regno Unito, prodotto da David Lord, Peter Gabriel[4]. Questa versione contiene i brani seguenti:

1. Shock the Monkey – 3:58
2. Soft Dog – 4:10

- settembre 1982 – Peter Gabriel, Shock the Monkey, 45gg, Geffen Geffen Records – 9 29863-0 A, Geffen Records – 0-29863, USA, prodotto da David Lord, Peter Gabriel[5]. Questa versione contiene i brani seguenti:

1. Shock the Monkey – 5:23
2. Soft Dog – 4:10

## Cover
Del brano sono state realizzate diverse cover, tra cui le seguenti.
- Il gruppo nu metal americano Coal Chamber nel loro album Chamber Music del 1999, con la partecipazione di Ozzy Osbourne. Del brano è stato anche realizzato un video diretto da Dean Karr.
- L'artista hawaiiano Don Ho nel suo album When Pigs Fly: Songs You Never Thought You'd Hear del 2002.
- La formazione americana Vitamin String Quartet nel loro album tributo del 2004.
- Il gruppo heavy metal finnico Suburban Tribe nel loro album Recollection del 2007.
- La formazione acid jazz italiana Gazzara, in stile motown anni '60, nel loro album The Bossa Lounge Experience del 2013.
- Il duo grunge americano Local H nel loro album The A.V. Club's A.V. Undercover Series del 2015.

Inoltre, a settembre del 2006 la Realworld Remixed ha indetto un Remix Contest online ("Peter Gabriel - Shock the Monkey Remix Pack") nel quale si sono invitati musicisti e tecnici a caricare sul sito della Realworld un remix di Shock the Monkey. Il concorso è stato vinto da Simian Surprise di Multiman.

## Nella cultura di massa
Shock the Monkey compare nella sequenza iniziale del film Fuga dal futuro - Danger Zone del 1987 di Jonathan Kaplan ("Project X") e nell'episodio di South Park Raisins.
Il brano e Peter Gabriel vengono inoltre menzionati nella parodia di Somebody That I Used to Know di Gotye prodotta dai Walk off the Earth per il canale YouTube "The Key of Awesome"/"Barely Productions".